# ATP Praga 1991
L'ATP Praga 1991 è stato un torneo di tennis giocato sulla terra rossa. È stata la 5ª edizione dell'ATP Praga che fa parte della categoria World Series nell'ambito dell'ATP Tour 1991. Si è giocato a Praga in Repubblica Ceca dal 5 all'11 agosto 1991.

## Campioni

### Singolare
Karel Nováček ha battuto in finale  Magnus Gustafsson con il punteggio di 7–6(5), 6–2

### Doppio
Vojtěch Flégl /  Cyril Suk hanno battuto in finale  Libor Pimek /  Daniel Vacek con il punteggio di 6–4, 6–2